# New York Hippodrome
Hippodrome Theatre, også kaldet New York Hippodrome, var et teater i New York City fra 1905 til 1939 på Sixth Avenue mellem 43rd Street og 44th Street i Theater District i Midtown Manhattan. Det kaldtes for verdens største teater af dets byggere og havde 5.300 siddepladser og en 30 gange 61 meter stor scene. Teatret var udstyret med datidens seneste teknologi indenfor teaterudstyr, herunder en løftbar vandtank i glas.
Hippodromen blev bygget af Frederick Thompson og Elmer Dundy, skaberne af Luna Park-forlystelsesparken på Coney Island, med støtte fra Harry S. Blacks U.S. Realty, et af tidens dominerende ejendoms- og byggeselskaber, og blev overtaget af The Shubert Organization i 1909. I 1933 blev det genåbnet som biografen New York Hippodrome, og blev scenen for Billy Roses musical Jumbo i 1935. Optrædende, som optrådte i Hippodromen omfattede mange cirkuser, musikalske revyer, Harry Houdinis forsvindende elefant, vaudeviller, stumfilm som Neptune's Daughter fra 1914 og Better Times fra 1922 samt 1930'ernes biograffilm.
Teatret lukkede i august 1939 for nedrivning, og i 1952 åbnede en stor, moderne kontorbygning kendt som "The Hippodrome Center" (1120 Avenue of the Americas) på samme sted.